# Gaetano Maccà
Gaetano Girolamo Maccà, al secolo Antonio (Sarcedo, 27 maggio 1740 – Vicenza, 5 marzo 1824), è stato un abate e storico italiano.

## Biografia

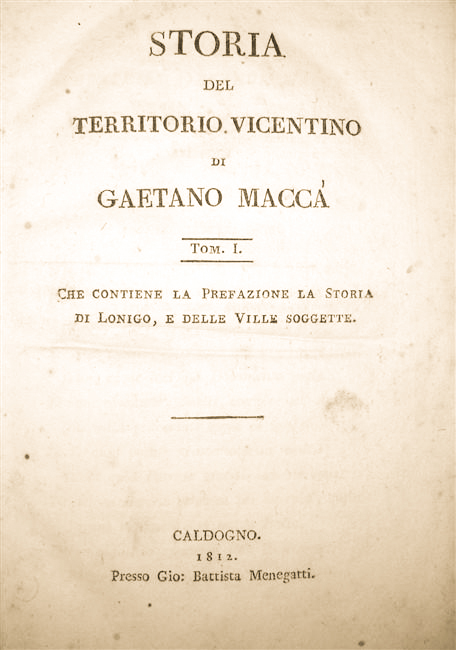
Gaetano Maccà, Storia del Territorio Vicentino, Tomo 1

Figlio di Girolamo di Gaetano Maccà e di Maddalena Molini, nacque a Sarcedo il 27 maggio 1740 in contrà Passamosche (oggi Contrà) e venne chiamato Antonio. Ancora giovane entrò in convento e si fece frate minore osservante; al momento della vestizione religiosa prese i nomi del nonno e del padre, Gaetano Girolamo.
Dedicò gran parte della sua vita più che ottuagenaria agli studi e alle ricerche storiche del Vicentino. Fu autore di numerose pubblicazioni, quali Il Trattato sopra la Zecca Vicentina, la Storia del Monastero di San Francesco e la Raccolta delle iscrizioni sacre gentilesche.
La sua opera più rilevante è la Storia del Territorio Vicentino in 14 tomi, per redigere la quale seguì l'antica divisione in Podesterie, Vicariati e Ville, dai tempi più remoti all'Ottocento, dando "notizia dello stato loro presente ed antico, delle cose più rare che in detti luoghi si trovano, degli uomini illustri che in essi ebbero i loro natali, dei fatti di guerra che negli stessi già tempo successero, delle famiglie e degli abitanti di ogni luogo".
È un'opera insigne per la grande mole di dati che contiene, messi insieme dall'autore attraverso ricerche, letture, corrispondenze e visite dirette ai luoghi e alle cose descritte, ancor oggi rappresenta una ricca fonte di informazioni per conoscere le vicende del territorio vicentino.
Morì a Vicenza il 5 marzo 1824 nel convento di San Giuliano, ora Istituto Salvi. Nell'atrio a destra della chiesa, nel centenario della sua morte venne murata una piccola lapide con la seguente iscrizione:
"Gaetano Maccà - il 5 marzo 1824 - compì la sua lunga laboriosa giornata. - Nel centenario - la Provincia onora - lo storico del Territorio Vicentino - MCMXXIV".
A lui sono state dedicate anche la Biblioteca civica di Sarcedo e tre vie: una via di Vicenza (vicino al convento in cui visse e morì), una appunto  a Sarcedo ed un'ultima a Schio. Le sue opere, in buona parte manoscritte, sono conservate nella Civica Biblioteca Bertoliana di Vicenza.

## Opere
Storia del territorio vicentino
- Tom. 1. che contiene la prefazione, la storia di Lonigo e delle ville soggette
- Tom. 2.1. Parte prima che contiene la storia della podesteria di Marostica
- Tom. 2.2 Parte seconda che contiene la storia delle ville soggette alla podesteria di Marostica
- Tom. 3. che contiene primieramente (per seguire l'ordine alfabetico) la storia del picciolo vicariato, ossia giurisdizione di Alonte, e della villa di Corlanzone allo stesso soggetta: indi segue la storia del vicariato di Arzignano e delle ville al medesimo sottoposte; ed in fine quella del picciolo vicariato, ossia giurisdizione di Bagnolo
- Tom. 4. che contiene la storia del vicariato di Barbarano, e delle ville al medesimo soggette
- Tom. 5. che contiene la storia del vicariato di Brendola, e delle ville al medesimo soggette
- Tom. 6. che contiene la storia del vicariato di Camisano, e delle ville al medesimo soggette
- Tom. 7. che contiene primieramente (per seguire l'ordine alfabetico) la storia dei due piccioli vicariati, ossiano giurisdizioni, di Costa Fabbrica, e Due Ville: indi segue la storia del vicariato di Malo, e delle ville al medesimo soggette
- Tom. 8. che contiene la storia del vicariato di Montebello, e delle ville al medesimo soggette
- Tom. 9. che contiene la storia del vicariato di Montecchio Maggiore, e delle ville al medesimo soggette
- Vol. 10. che contiene la storia del vicariato di Orgiano, e delle ville al medesimo soggette
- Tom. 11.1. parte prima che contiene la storia del vicariato di Schio, e delle ville al medesimo soggette
- Tom. 11.2. parte seconda che contiene la storia delle ville soggette al vicariato di Schio
- Tom. 12.1. parte prima che contiene la storia del vicariato di Tiene e di alcune ville soggette al medesimo
- Tom. 12.2. parte seconda che contiene la storia delle altre ville soggette al vicariato di Tiene
- Tom. 13. che contiene la storia del vicariato di Valdagno, e delle ville al medesimo soggette
- Tom. 14. che contiene la storia generale, e particolare dei Sette Comuni

Altre opere
- Storia dei Sette Comuni e delle ville annesse
- Storia della famosa grotta detta volgarmente il Covolo, o Covalo di Costoza dedicata all'antico e nobil collegio de' sigg. notai di Vicenza
- Lettera del padre Gaetano Girolamo Macca al padre Ireneo Affo
- Nozze Carli-De Biasi
- A don Chiarino Vicentini parroco novello di Agugliaro, 16 agosto 1896
- A d. Bartolomeo Chiarello da Brendola nel giorno auspicatissimo del suo ingresso novello parroco di S. Paolo apostolo a Novale ...
- Storia di Lumignano
- Nozze Bertagnoni-Bevilacqua : °Carestia grande in Vicenza e territorio 1559-60
- A don Giuseppe Baio parroco novello di Villaganzerla : °Villaganzerla, stato antico di questa Villa
- La chiesa di Novale : capitolo
- Storia del monistero di S. Francesco di Vicenza dedicata ai nobilissimi signori conti protettori di esso monistero
- Della zecca vicentina trattato con cui si fa vedere che la città di Vicenza al pari delle piu illustri città d'Italia anticamente aveva zecca, e coniava monete
- Raccolta delle iscrizioni sacre gentilesche della città e del territorio di Vicenza spiegate e con note illustrate col mezzo delle quali si viene in cognizione della antica falsa religione de' Vicentini, delle false deità da essi ne' più vetusti tempi adorate, e dei tempj alla medesime consacrati
- Risposta di Gaetano Macca al libretto intitolato Osservazioni intorno alla pieve di Lonigo stampato in Vicenza in quest'anno 1815
- Dell'estensione antica del territorio vicentino dissertazione con cui si fa vedere, che la città di Vicenza anticamente aveva un territorio assai più vasto di quello sia al presente, ed era una delle più illustri città di questi contorni ...
- Lettera di risposta ad un amico intorno ai direttori spirituali di monache
- Dell'origine della città di Vicenza, dissertazione epistolare, dedicata al nob. sig. conte Arnaldo Arnaldi 1. Tornieri
- Lettera di risposta scritta ad un amico, il quale bramava sapere se fosse lecito agli ecclesiastici, e specialmente a' parrochi prendere campagne ad affitto